# Federico Vaona
Federico Vaona (Milán, 30 de octubre de 1973) es un compositor, escritor y productor musical de programas y series de televisión en España e Italia entre los cuales destacan Día a día con María Teresa Campos, Grand Prix del verano, Pasapalabra (España), 25 palabras, Lo show dei record y famosas series de televisión cuales El secreto y C.L.A. No somos ángeles producidos por Europroducciones. Ha colaborado con los artistas Raffaella Carrà, María Teresa Campos, Bertín Osborne, Daniela Romo entre otros. CEO y fundador junto a su padre Danilo Vaona de la productora y sello discográfico independiente Aguarecords, desde 2013 ha sido también Presidente del Consejo Territorial de Madrid de la Sociedad General de Autores y Editores (SGAE) y desde el 17 de mayo de 2018 hasta octubre de 2020 Patrono en Fundación SGAE.

## Biografía
Federico Vaona nació el 30 de octubre de 1973 en Milán. Empezó a tocar el piano a los 6 años y frecuentó el Conservatorio de Santa Cecilia en Roma. Mientras estudiaba electrónica y psicología en la Universidad La Sapienza en Roma, su gran pasión ha sido siempre combinar la composición musical con la electrónica y los ordenadores. Comenzó su carrera musical con su padre, el productor y compositor discográfico Danilo Vaona, como programador e ingeniero de sonido.
Desde 1992 ha colaborado en varios programas de televisión con la productora Europroducciones. Empezó a realizar y dirigir las músicas de programas como Día a día con María Teresa Campos en Telecinco, Peque Prix, presentado por Ramón García y Espejo Secreto presentado por Norma Duval en la cadena nacional La 1. En los siguientes años, junto a Danilo Vaona, ha compuesto y producido músicas para programas como De Domingo a Domingo, Grand Prix del verano, Hay una carta para ti, Lo show dei record. En el 2001 compone el tema principal de El secreto (telenovela), cantado por el actor y cantante mexicano Eduardo Capetillo.
En el año 2006 crea su propio sello discográfico Aguarecords y consigue el número 1 en top ventas de iTunes Electrónica España con su primera producción, el álbum de cantos gregorianos y música electrónica Mystico en el 2007.
Desde 2010 colabora con productoras americanas en Los Ángeles como director musical para las galas Aniversario 57 y 60 de la Young Musicians Foundation (YMF) al Dorothy Chandler Pavilion, en el Wallis Annenberg Center for the Performing Arts de Beverly Hills, California y con bandas sonoras para películas, cortometrajes y tráileres de las productoras KS Pictures y la International Management Agency (IMA). El 23 de septiembre de 2017 recibe el premio Hollywood Weekly Film Festival a la mejor banda sonora de la película The Mason Brothers en Los Ángeles, California.

## Televisión
- Fiesta Mediterránea (1991)
- ¡Hola Raffaella! (1993-1994) en Televisión Española
- A las 8 con Raffaella (1993-1994) en Televisión Española
- En Casa con Raffaella (1994) en Telecinco
- El Rastrillo (1995) en Antena 3
- De Domingo a Domingo (1997-1998) en Telecinco
- Espejo Secreto (1997-1998) en Televisión Española
- La llamada de la suerte (1998) en Televisión Española
- Peque Prix (1998-2000) en Televisión Española
- Flash El Juego de las Noticias (1999) en Telecinco
- Todo en familia (1999-2001) en Televisión Española
- Día a día (España) (1999-2003) en Telecinco
- Buenas tardes (programa de televisión de Telecinco) (2000) en Telecinco
- Tu Dirás (2001) en Telecinco
- El Show de los Récords (2001-2006) en Antena 3
- Tal como somos (2002)
- Tren de Medianoche (2002) en Vocento
- El gladiador (2002) en Televisión Española
- Hay una carta para ti (2002-2004) en Antena 3
- Un domingo cualquiera (2003-2004) en Televisión Española
- Mirando al Mar (2004) en Antena 3
- Cada día (2004-05) en Antena 3
- Nit d'Exit (2005) Talent Show en IB3
- Los Imposibles (2005) en Telemadrid
- Noite Brava (2005) en la FORTA
- Ding Dong (2005) en la FORTA
- El Compromiso (2005) en Canal Sur Televisión
- Lo que inTeresa (2006) en Antena 3
- La Parada (2006) en Telemadrid
- Veredicto Final (2006) en Antena 3
- Mira Lo Que Ven (2006) en Televisión Española
- El Primero de la Clase (2006) en Televisión Española
- Mister: Il Gioco dei Nomi (2006) en Rai 1
- Hora d'Impacte (2006) en Canal Nou
- Locos x Madrid (2006-2007) en La 10 Madrid
- Mi Raccomando (2007) en Canale 5
- ¿Qué apostamos? (2008) en la FORTA
- Scommettiamo che...? (2008) en Rai 2
- Fantasia (2008) en Canale 5
- Lo Show dei Record (2008-2014) en Canale 5
- La stangata (2009) en Canale 5
- Todo Gostam do Verao (2009)
- Un Beso y Una Flor (2009) Talent Show en Canal Nou
- Generación de Estrellas (2010) Talent Show en Castilla-La Mancha Televisión
- Un Beso y Una Flor (2010) Talent Show en Castilla-La Mancha Televisión
- Grand Prix Xpress (2010) en Castilla-La Mancha Televisión
- La Lupa de la Actualidad (2010) en La 10 Madrid
- En Boca de Todos (2010) en La 10 Madrid
- Curry y Compañía (2010) en La 10 Madrid
- Noche 10 (2011) en La 10 Madrid
- Cerca de Ti (2011) en Castilla-La Mancha Televisión
- Forte Forte Forte (2015) Talent Show en Rai 1
- Gana A Tua Sorte (2017) Game Show en TVG
- Que se cuece Olaf? (2017) Serie en Disney Channel[21]
- Pasapalabra (2019) Game Show en Telecinco[22]
- El tirón (2019-2020) Game Show (sección en Sálvame) en Telecinco[23]
- Qarenta (2020) Game Show en Mtmad[24]
- Quen Anda Aí? (2020-2021-2022-2023-2024) Talk Show en TVG[25]
- Duel de Veus (2021-2022) Talent Show en À Punt[26]
- A Voltas Co Prato (2021-2022-2023-2024) Talk Show en TVG
- Alta tensión (concurso de televisión) (2021) Game Show en Telecinco[27]
- La Belleza Nos Une (2021) Especial en Cuatro (canal de televisión)[28]

- Gala Inocente, Inocente (2021) en La 1[29]
- 25 palabras (2022-2023) Game Show en Telecinco
- Nyas Coca! (2023) Family Game Show en À Punt
- Grand Prix del verano en Televisión Española (2002-2005/2023) y en la FORTA (2007-2009)
- Som de Casa (2023-2024) Magazine Show en À Punt[30]
- Tres de Casa (2024) Magazine Show en À Punt
- Alta tensión (concurso de televisión) (2024) Game Show en À Punt y Telemadrid

## Series TV
- El secreto (telenovela) (2001) en Televisión Española
- La verdad de Laura (2002) en Televisión Española
- Luna negra (telenovela) (2003-2004) en Televisión Española
- Obsesión (telenovela de 2005) (2005) en Televisión Española
- C.L.A. No somos ángeles (2007) en Antena 3

## Especiales TV
- Día a día (España) Especial 11S (2001)
- Día a día (España) Especial Boda Real (2004)
- Día a día (España) Especial 11M (2004)
- Adiós Rocio (2006)

## Discografía

### Álbumes
- Mystico (2007)
- Fashion Style (2014)
- Fashion Nights (2015)
- Nautilus (2018)
- The Dark Side (2018)
- The Legend (2018)
- Ocean Lounge (2019)
- Mystico The Book Of Secrets (2019)[31]

### Singles
- Yasmine Theme (2014)
- The Miracle Of Love (2014)
- Elegance (2014)
- Luxury Lights (2014)
- Vintage Look (2015)
- Love Again (2015)
- Late Night (2015)
- Manhattan Nights (2016)
- Arpeggio (Original Music Theme) (2016)
- Cocktails and Dreams (2016)
- Knights Templar (2016)
- MMVI Agnus Dei (2016)
- Nighthawk (2016)
- Electro Youth (2016)
- Summer Lounge (2016)
- Sky Night (2017)
- Breeze (2017)
- Blue Sea (2017)
- One More Chance (2017)
- Mujeres de la Musica (Original Music Theme) (2018)
- Dinner (2018)
- The Beauty and The Best (2019)
- The Code (2020)
- Piano Moon (2021)
- Floating Dreams (2021)
- Mountains (2021)
- Amalfi (2022)
- Portofino (2022)
- Autumn Dream (2022)
- Nostalgia 1965 (2022)
- Memories 1973 (2022)
- La Petite Cousine (2022)
- Comarca (2022)
- Irish Coast (2022)
- Venezia (2022)
- Paris (2022)
- Toscana (2022)
- Firenze (2022)
- Roma (2022)
- Pisa (2022)

### Compositor y Productor
- El Secreto (2002) - Interpretado por Eduardo Capetillo

### Bandas Sonoras
- Un Vuelco en el Corazón (2000)
- Islanda Solo (2010)
- West 32nd Street (2016)
- The Mason Brothers (2017)
- Promised Land (2017)
- Soul Of Lincoln Heights (2018)
- The Refuge (2019)[32]
- Suitcase City (2022)
- La Belleza Nos Une (2022)

### Colaboraciones
- Aunque No Soy Española (1992) - (Raffaella Carrá)
- Piel de Cuero (1995) - (David Santisteban)
- Ramón y Ana (1996) - (Ramón García y Ana Obregón)
- Un Nuevo Amor (1996) - (Daniela Romo)[33]
- El Supergrupo (1998) - (Betty Missiego, Tony Ronald, Encarna Polo, Micky,  José Maria Guzmán, Andrea Bronston)

## Filmografía
- Un Vuelco en el Corazón - Cortometraje (2000)
- Islanda Solo - Documental (2008)
- Legacy Discovered - Book Trailer (2015)
- Red Card - Tráiler (2016)
- West 32nd Street - Cortometraje (2016)
- The Mason Brothers - Película (2017)[34]
- Promised Land - Cortometraje (2017)
- Mujeres de la Musica - Documental (2017)[35]
- El Fantastico Hidalgo de la Estepa Pontica - Documental (2018)[36]
- Soul Of Lincoln Heights - Documental (2018)[37]
- The Refuge - Película (2019)[32]
- Fairy Tale - Cortometraje (2019)[38]
- Suitcase City - Serie (2022)[39]

## Libros
- El Castillo Viled (2021)

## Galas
- Contigo - Gala Intervida (2004) en Televisión Española
- 57th Annual Young Musicians Foundation Gala (2012) al Dorothy Chandler Pavilion de Los Ángeles, California - Music Consultant
- 60th Annual Young Musicians Foundation Gala (2015) en Wallis Annenberg Center for the Performing Arts de Beverly Hills, California - Music Supervisor - Sound Supervisor - Mastering Engineer
- 3rd Annual Hollywood Weekly Film Festival (2016) en Dick Clark Studios de Santa Mónica, California - Music Composer - Music Producer - Sound Supervisor - Mastering Engineer[40]
- 4th Annual Hollywood Weekly Film Festival (2017) en Raleigh Studios de Los Ángeles, California - Music Composer - Music Producer - Sound Supervisor - Mixing and Mastering Engineer[41]
- 6th Annual Hollywood Weekly Film Festival (2019) en Warner Bros Studios de Los Ángeles, California - Music Composer - Music Producer[42]

## Premios y nominaciones
En los Premios Hollywood Weekly Film Festival Los Angeles 2017:
| Categoría                                                                   | Receptor       | Película           | Resultado |
| --------------------------------------------------------------------------- | -------------- | ------------------ | --------- |
| 4th Annual Hollywood Weekly Film Festival Award (2017) - Mejor banda sonora | Federico Vaona | The Mason Brothers | Ganador   |

| Categoría                                                                   | Receptor       | Trailer-Serie | Resultado |
| --------------------------------------------------------------------------- | -------------- | ------------- | --------- |
| 2nd Annual Hollywood Weekly Film Festival Award (2015) - Mejor banda sonora | Federico Vaona | Red Card      | Ganador   |